# Klagt, Kinder, klagt es aller Welt

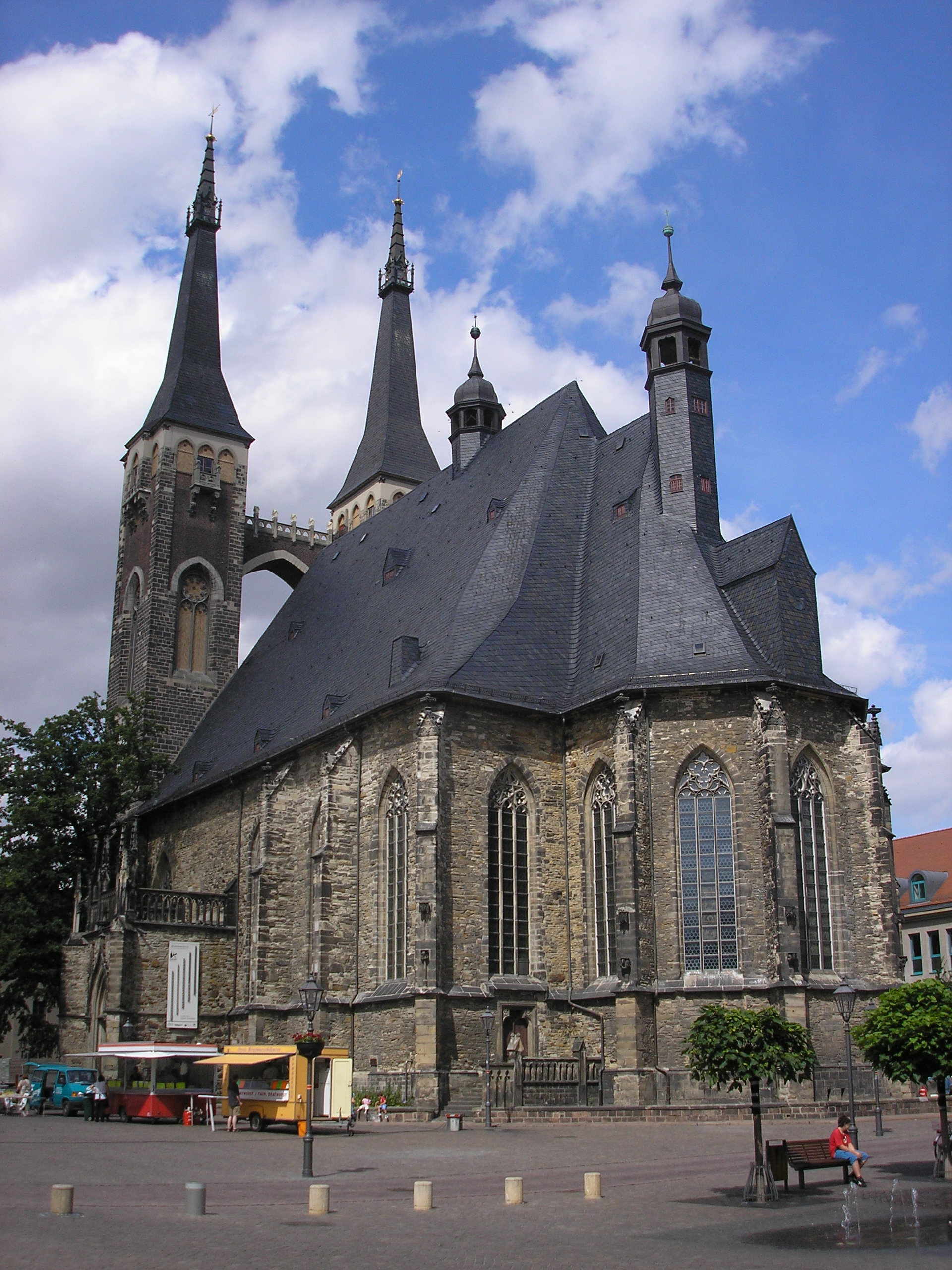
L'église réformée Saint-Jacques à Köthen, (Anhalt), où se déroula le service funèbre de Léopold d'Anhalt-Köthen, le 24 mars 1729, pour laquelle Bach a composé la cantate.

La cantate de funérailles Klagt, Kinder, klagt es aller Welt (Lamentez-vous, enfants, lamente-toi, monde entier) (BWV 244a), également appelée Köthener Trauermusik (« Musique funèbre de Köthen »), est une composition perdue de Jean Sébastien Bach. Cette Trauermusik a été composée pour le service funèbre de Léopold d'Anhalt-Köthen le 24 mars 1729 dans l'église réformée Saint-Jacques à Köthen, le lendemain de l'enterrement du prince dans la crypte de l'église. Picander, le librettiste habituel de Bach en a écrit le texte dont il existe trois versions qui diffèrent dans les détails.
Une reconstruction partielle a été jouée par le musicologue allemand Hans Grüß. La première reconstruction complète, par Andrew Parrott a été jouée en 2004 et enregistrée en 2010. Une autre reconstruction a été réalisée par Alexander Ferdinand Grychtolik en 2010.
La « Trauermusik » (BWV244a) est importante pour la compréhension de l'histoire de la Passion selon saint Matthieu (BWV 244).

## Structure
La musique funèbre est une cantate de funérailles développée en 24 mouvements (chœurs, arias et récitatifs) en quatre parties. La première partie se rapporte au deuil national, la deuxième au départ du prince et au salut de son âme. La troisième partie qui suit l'homélie, traite de la commémoration de Léopold et la dernière partie de l'adieu et du silence comparable à la mort.

## Reconstructions
Le musicologue allemand Wilhelm Rust (1822  1892) a découvert que Bach avait utilisé pour cette « Trauermusik » d'anciens mouvements de la Trauer-Ode Laß, Fürstin, laß noch einen Strahl, (BWV 198) - qu'il reprendra ensuite dans sa Passion selon Saint-Marc, deux ans plus tard - et de la première version de la Passion selon saint Matthieu .
Il existe plusieurs reconstructions :
- Le musicologue allemand Hans Grüß a reconstruit en 2000 toutes les arias et la plupart des chœurs. Dans cette version, le texte des récitatifs est dit et non chanté.

- La première reconstruction complète a été réalisée par Andrew Parrott et dirigée pour la première fois sous sa direction par le New York Collegium en 2004. Il a enregistré cette version en 2010 avec son ensemble le « Taverner Consort and Players » (J.S. Bach Trauer-Music: 'Music to mourn Prince Leopold', Avie Records, 2011). See Andrew Parrott, J. S. Bach's Trauer-Music for Prince Leopold: clarification et reconstruction, Early Music 39/4.

- Le claveciniste allemand Alexander Ferdinand Grychtolik a réalisé une autre reconstruction complète de la « Trauermusik » en 2010. Dans cette version, la plupart des récitatifs de la Trauermusik sont adaptés de récitatifs accompagnés, extraits de la Passion selon saint Matthieu. Cette reconstruction est basée sur la supposition du musicologue allemand Detlef Gojowy qu'il y a un rapport de parodie musicale non seulement entre les arias et les chœurs mais également entre les récitatifs accompagnés des deux œuvres[3]. Elle a été interprétée par l’orchestre Deutche Hofmusik dirigé par Alexander Grychtolik dans un disque paru en 2015 chez Deutsche Harmonia Mundi.
- Le musicologue Morgan Jourdain a réalisé une autre reconstruction version qui a été interprétée en 2014 par l'Ensemble Pygmalion sous la direction de Raphaël Pichon[4] et parue chez Harmonia Mundi[5].

## Sources
- Gilles Cantagrel, Les Cantates de J.-S. Bach, Paris, Fayard, mars 2010, 1665 p.  (ISBN 978-2-213-64434-9)
- (en) Cet article est partiellement ou en totalité issu de l’article de Wikipédia en anglais intitulé « Klagt, Kinder, klagt es aller Welt, BWV 244a » (voir la liste des auteurs).